# Герберт, Перси, 2-й барон Поуис
Перси Герберт, 2-й барон Поуис (англ. Percy Herbert, 2nd Baron Powis; 1598 — 19 января 1667) — английский политик и писатель. Известный как сэр Перси Герберт, 1-й баронет, с 1622 по 1655 год. Заседал в Палате общин Англии в 1621—1622 годах, затем унаследовал титул пэра.

## Биография
Родился в 1598 году. Единственный сын Уильяма Герберта, 1-го барона Поуиса (ок. 1573—1655), и его жены Элеоноры Перси (ум. 1650). Он был назван в честь фамилии его деда по материнской линии Генри Перси, 8-го графа Нортумберленда, и принадлежал к непокорной (то есть римско-католической) ветви семьи Гербертов, жившей в замке Поуис.
В 1621 году Перси Герберт был избран членом парламента от Шефтсбери на дополнительных выборах после того, как ранее избранный член был исключен. Он был посвящен в рыцари 7 ноября 1622 года и стал 1-м баронетом из Ред-касла 16 ноября 1622 года. Перси Герберт унаследовал титул 2-го барона Поуиса после смерти своего отца в 1655 году.

## Брак и дети
19 ноября 1622 года Перси Герберт женился на Элизабет Крэйвен (7 января 1600 — 8 октября 1662), старшей дочери сэра Уильяма Крэйвена (ок. 1545—1618), лорда-мэра Лондона (1610), и Элизбает Уитмор, обратив её в католицизм. У супругов было двое детей:
- Уильям Герберт, 1-й маркиз Поуис (1626 — 2 июня 1696), стал 1-м графом Поуис, а затем 1-м маркизом Поуис
- Мэри Герберт, жена Джорджа Толбота, лорда Толбота (1620—1642), старшего сына и наследника Джона Толбота, 10-го графа Шрусбери.